# Отелло
«Оте́лло, венеційський мавр» (англ. The Tragedy of Othello, The Moor of Venice, часто коротко «Отелло» за ім'ям головного героя) — п'єса англійського письменника Вільяма Шекспіра, написана близько 1604 року. Сюжет п'єси заснований на творі Джіральді Чинта «Венеційський мавр».

## Сюжет
Отелло, мавр, здобув собі славу як чудовий полководець. Він знайомиться з Дездемоною, дочкою Брабанціо. Вражена його розповідями про військові кампанії, дівчина закохується в Отелло і таємно з ним вінчається. Брабанціо звертається до Дожа Венеції, вважаючи, що мавр закохав у себе Дездемону за допомогою чаклунства. Однак Отелло вдається переконати всіх, що Дездемона абсолютно вільна в своїй волі: «Вона мене за муки полюбила, а я її за співчуття до них». Він отримує призначення прийняти командування віддаленим гарнізоном і їде туди з молодою дружиною.
Його помічник Яго і дворянин Родріго готують змову. Вони хочуть прибрати Отелло і зайняти його місце. Яго переконує Отелло, що Дездемона — коханка Кассіо, молодого підлеглого Отелло. Яго заводить із Кассіо розмову про його дівчину, походжаючи по двору повз місце, де сховався Отелло. У мавра, який чує лише уривки фраз, складається враження, що мова йде про його дружину. Він починає вірити Яго і ревнувати Дездемону. Для того, щоб остаточно запевнити Отелло в невірності Дездемони, Яго підкладає Кассіо її хустку, подарунок чоловіка. Отелло знаходить у молодої людини цей «доказ зради». Яго радить Отелло вбити Дездемону уві сні. А Отелло наказує Яго вбити Кассіо. Винісши вирок невірній заздалегідь, Отелло звинувачує Дездемону. Він не слухає ні її, ні Емілію, дружину Яго, яка намагається запевнити ревнивця в тому, що дружина його — безневинний янгол, що вона і в думках не тримала нічого подібного. Яго і Родріго йдуть до Кассіо, і Родріго ранить Кассіо в ногу, а потім хитрий Яго вбиває наївного Родріго. Приходить охорона, інші люди і забирають Кассіо і труп Родріго. Яго каже, що захищав Кассіо, а Родріго він не вбивав.
Коли Дездемона лягла на ліжко, мавр почав говорити їй все, що, як він вважає, знає. Але дружина все заперечує. Вражений «брехливістю» і «ранньою зіпсованістю» настільки юної дівчини (адже він чув слова Кассіо своїми вухами, бачив свій подарунок у його руках своїми очима), Отелло душить Дездемону, вона вмирає. Входять охоронці, Яго, дружина Яго, Кассіо та інші люди. Дружина Яго говорить усю правду всім, розкриваючи плани чоловіка, і розлючений Яго заколює її. А Отелло, не в силах винести звістки про те, що він своїми руками вбив люблячу і вірну дружину, розбив своє щастя, виносить сам собі смертний вирок і заколюється. Яго беруть під варту, і всі йдуть.

## Дійові особи
- Дож Венеції
- Брабанціо, сенатор
- Інші сенатори
- Грац'яно, брат Брабанціо
- Отелло, благородний мавр, на службі Венеційської республіки
- Кассіо, його лейтенант
- Яго, його хорунжий
- Родріго, венеційський дворянин
- Монтано, попередник Отелло з управління Кіпром
- Блазень, слуга Отелло
- Дездемона, дочка Брабанціо і дружина Отелло
- Емілія, дружина Яго
- Б'янка, куртизанка
- Моряк, Вісник, герольд, офіцери, шляхта, музики, свита, варта і слуги

## Місце дії
- Венеція;
- Приморське місто на Кіпрі.

## Перша постановка
Перша постановка відбулась в листопаді 1604 року в банкетній залі Лондонського королівського палацу (Отелло — Р. Бербедж).

## Українські переклади
Перший переклад п'єси українською мовою був здійснений Пантелеймоном Кулішем, і він входить до першого тому його перекладів з Шекспіра, виданого 1882 р. у Львові. У 1890-х п'єсу переклав Марко Кропивницький (за російським перекладом П. Вейнберга). Також трагедію «Отелло» переклали Панас Саксаганський, Ірина Стешенко та Олександр Грязнов.
Не опубліковані перекладиОтелло: Венеційський мавр. Трагедія на 5 дій / Пер.'М. Л. Кропивницький. Автогр. зберігається в Ленінгр. театральній б-ці ім. А. Луначарського, інв. № 20644. Пер. має цензурний дозвіл до постановки від 5.IV 1902 р.

## Цікаві факти
- Вільям Шекспір запозичував свої сюжети буквально звідусіль — з давніх хронік, новел і моряцьких оповідань. Часом він обходився з історичною правдою дуже вільно. Наприклад, Отелло насправді мавром ніколи не був. Реальний прототип літературної трагедії — італієць на ім'я Мауріціо Отелло. Він командував венеційськими військами на Кіпрі з 1505-го по 1508-й і втратив там свою дружину за вкрай підозрілих обставин. Кіпріоти дуже пишаються, що Дездемону душили саме на їх острові, і охоче показують туристам замок Отелло у Фамагусті. Але навіть вони вважають, що з національністю головного героя Шекспір «перегнув». І у Венеції, і на Кіпрі, і в усій тогочасній Європі маврів не вважали повноцінними людьми і навряд чи стали б довіряти їм командування флотом. Ключ до розгадки криється в імені ревнивця. Пестлива форма імені Мауріціо звучить як «Мауро» («мавр» по-італійськи). Мабуть, тому Шекспір вирішив зарахувати свого героя до народу, який населяв тоді південне узбережжя Середземного моря. Помилку Шекспіра посилили театральні режисери, які зробили Отелло негром, яким він і донині виходить на сцену.
- Іменами головних персонажів п'єси названі два популярних сорти бузульника — декоративної рослини з родини айстрових: Ligularia dendata Дездемона і Ligularia dendata Отелло. У обох сортів листова пластина зверху зеленувата, а знизу — темніша, близька до криваво-червоною, у сорту Отелло червоні жилки листа на просвіт нагадують кровоносні судини.
- О. Пушкін писав: «Головна трагедія Отелло не у тому, що він ревнивий. Суть у тому, що він занадто довірливий».
- Фразу «Мавр зробив свою справу, мавр може йти» іноді помилково приписують Отелло. Насправді вона з п'єси «Змова Фієско в Генуї» (1783) німецького поета Йоганна-Фрідріха Шіллера.
- Номер 51 у Рейтингу 100 найкращих книг усіх часів журналу Ньюсвік[1].

## Галерея

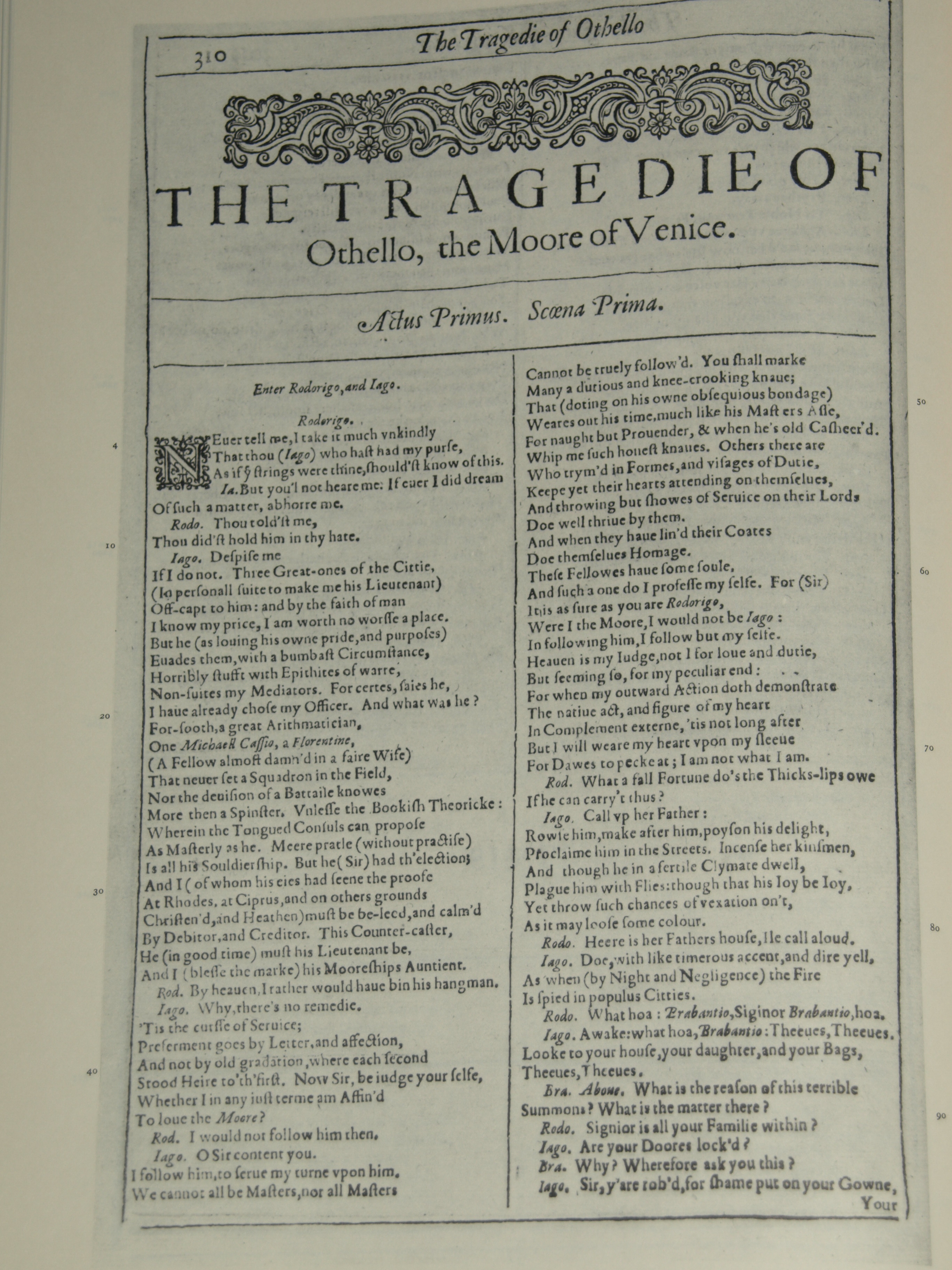
Перше фоліо (1623). Титульна сторінка
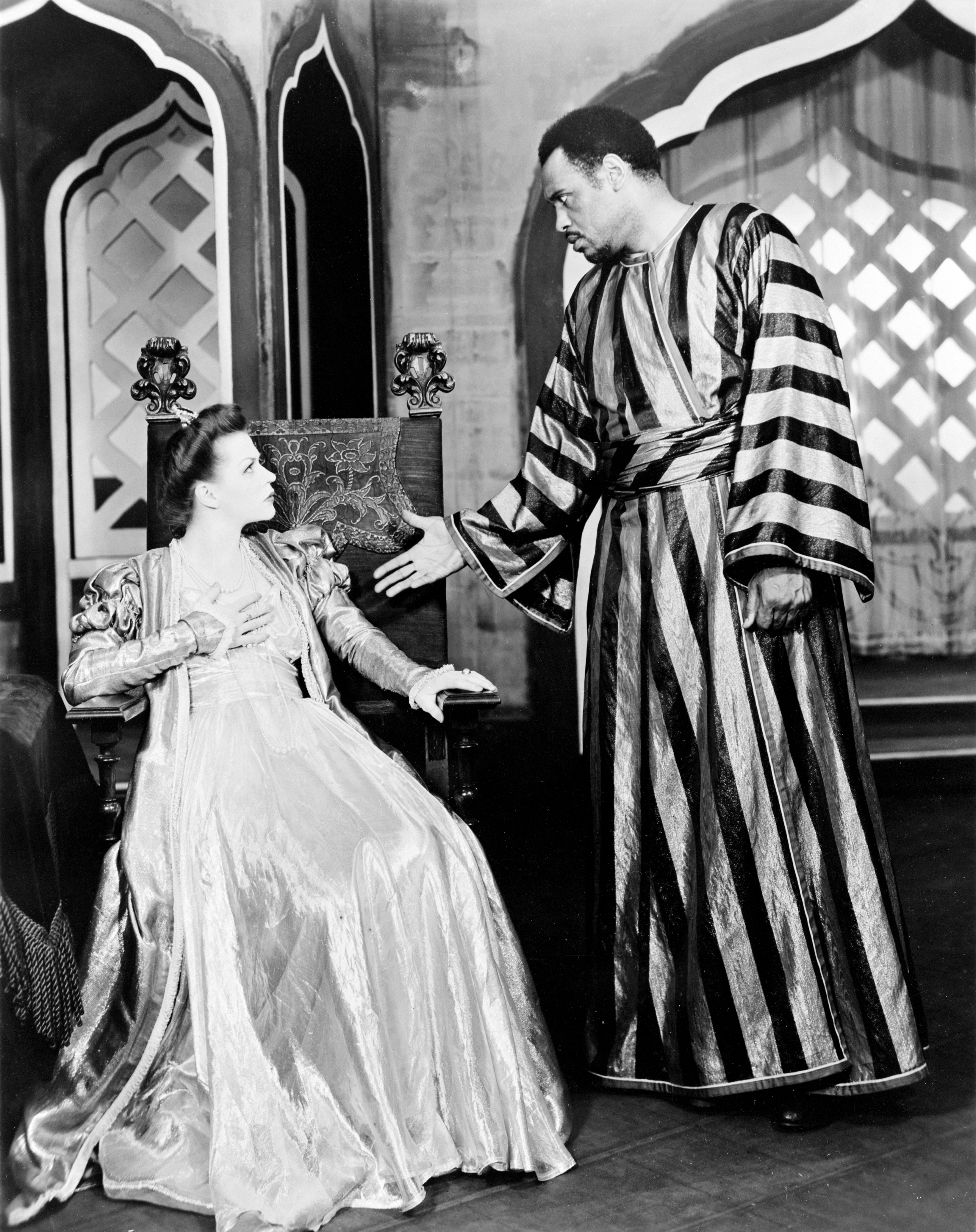
«Отелло» з Полом Робсоном і Утою Хаген тримає рекорд за кількістю постановок певної п'єси Шекспіра на Бродвеї. (1943).
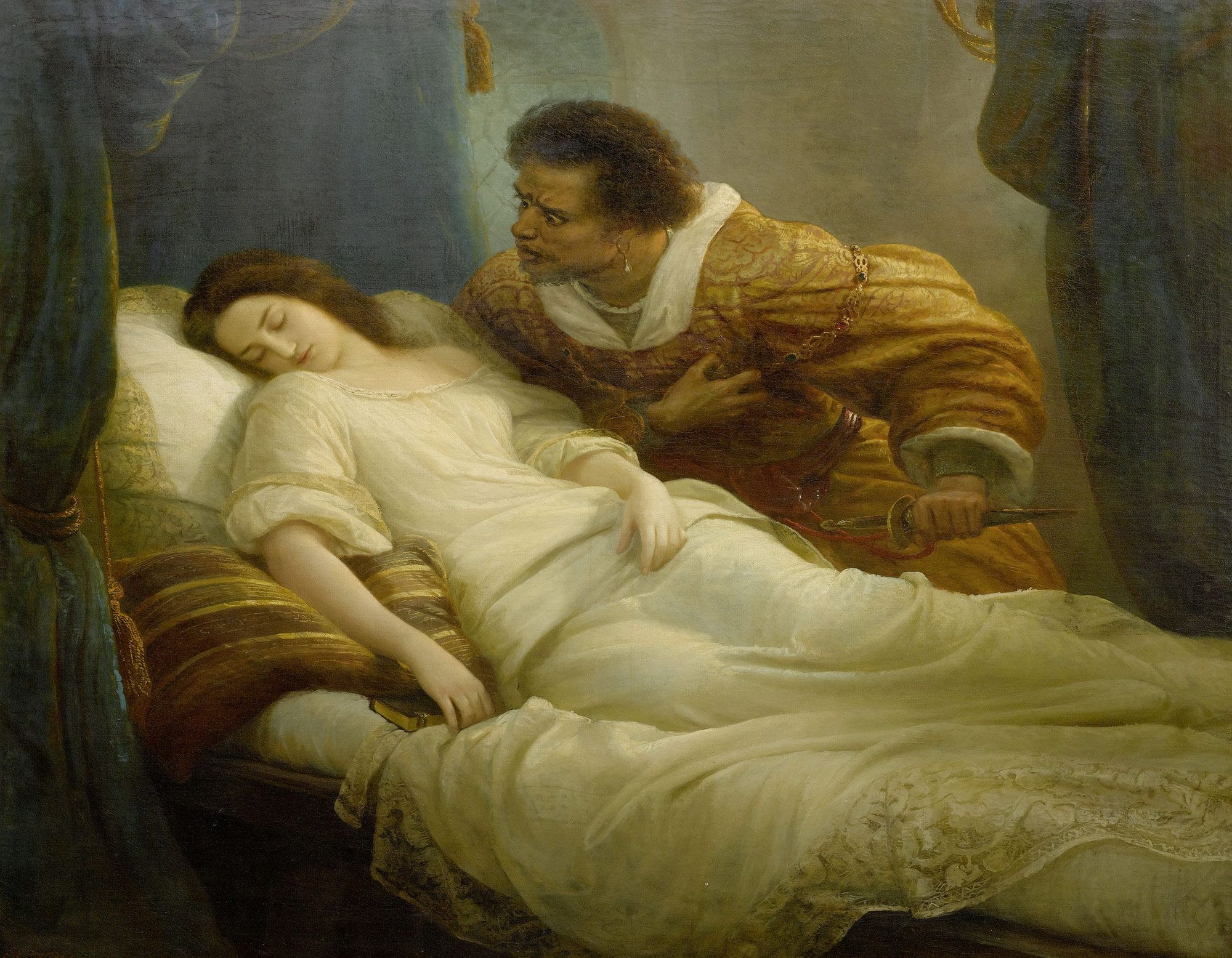
«Отелло і Дездемона», Крістіан Коллер (1859).
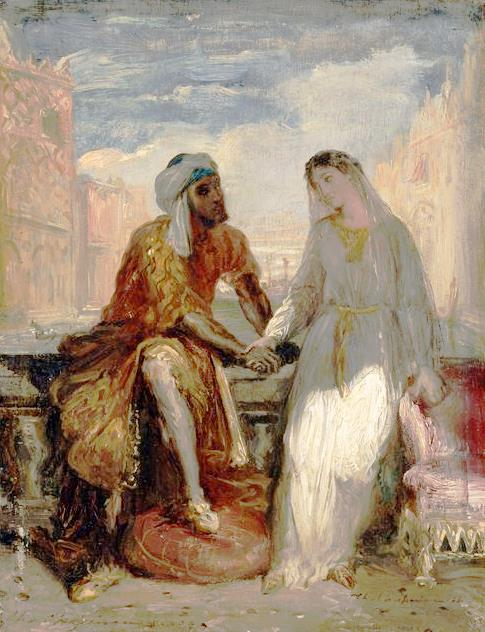
«Отелло і Дездемона у Венеції», Теодор Шассеріо  (1819–1856).
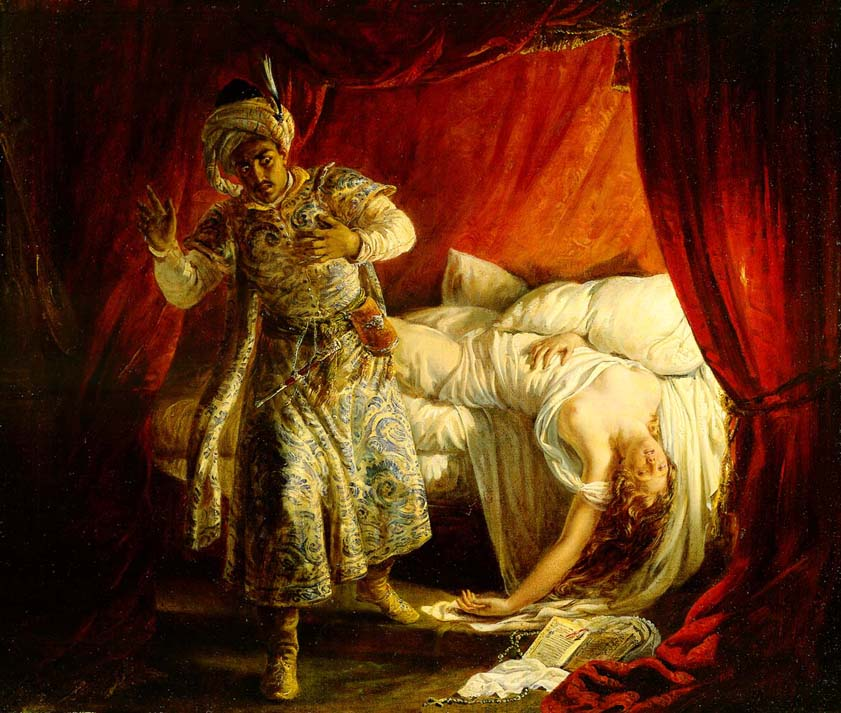
«Отелло і Дездемона», Александр-Марі Колін, (1829).
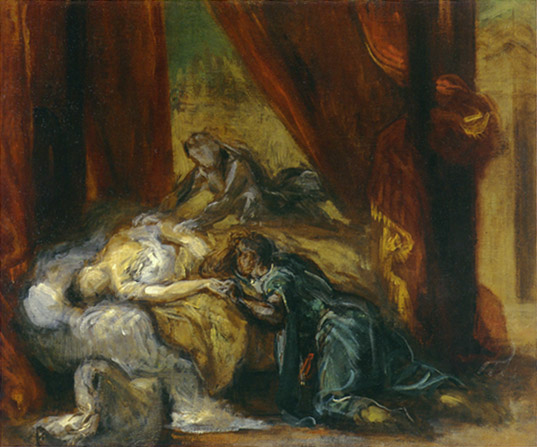
«Смерть Дездемони», Ежен Делакруа
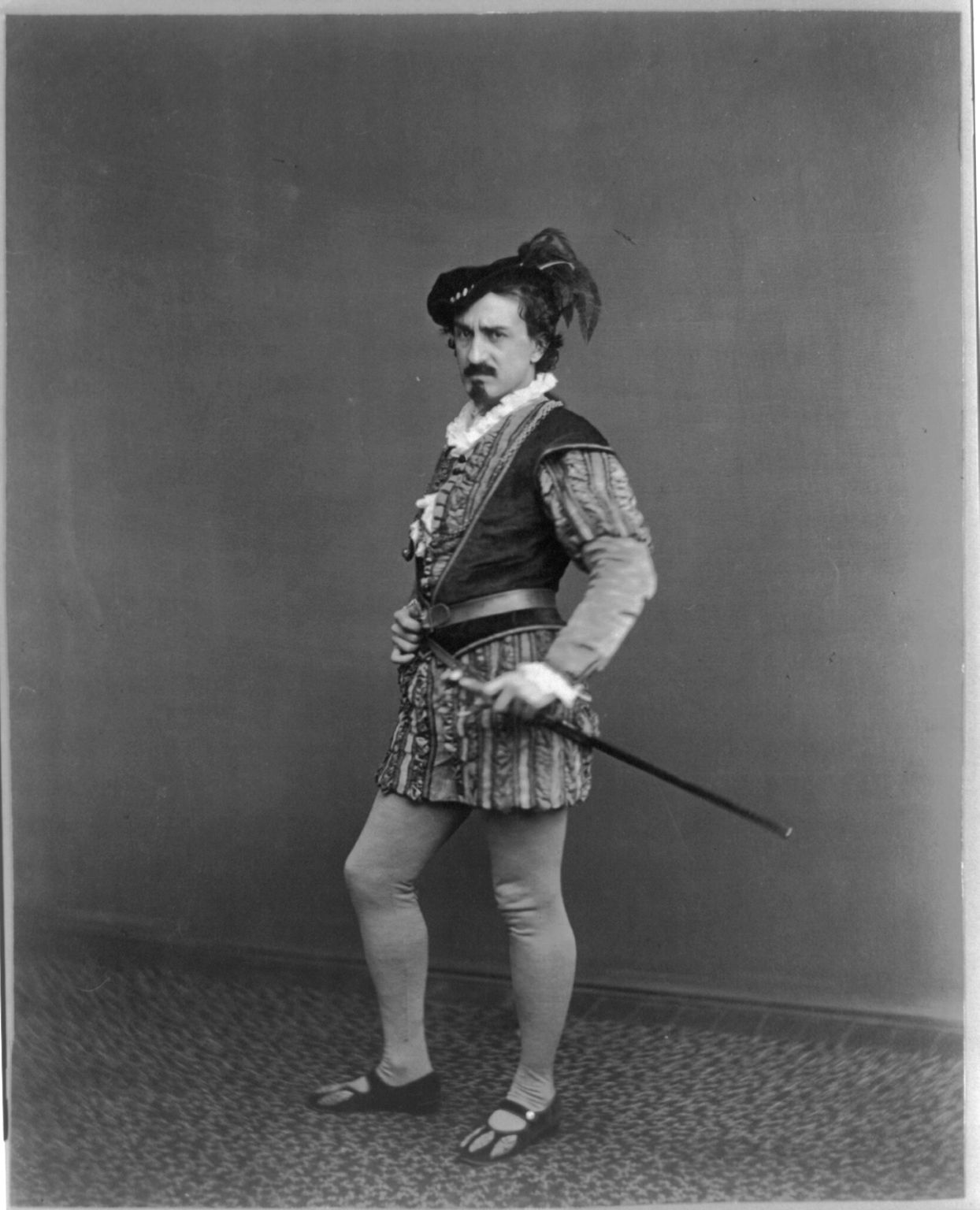
Едвін Бут у ролі Яго, (1870).
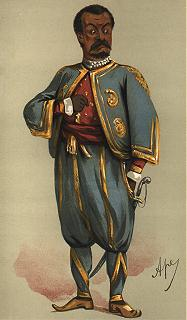
Італійський актор Томаззо Сальвіні в ролі Отелло, (1875).
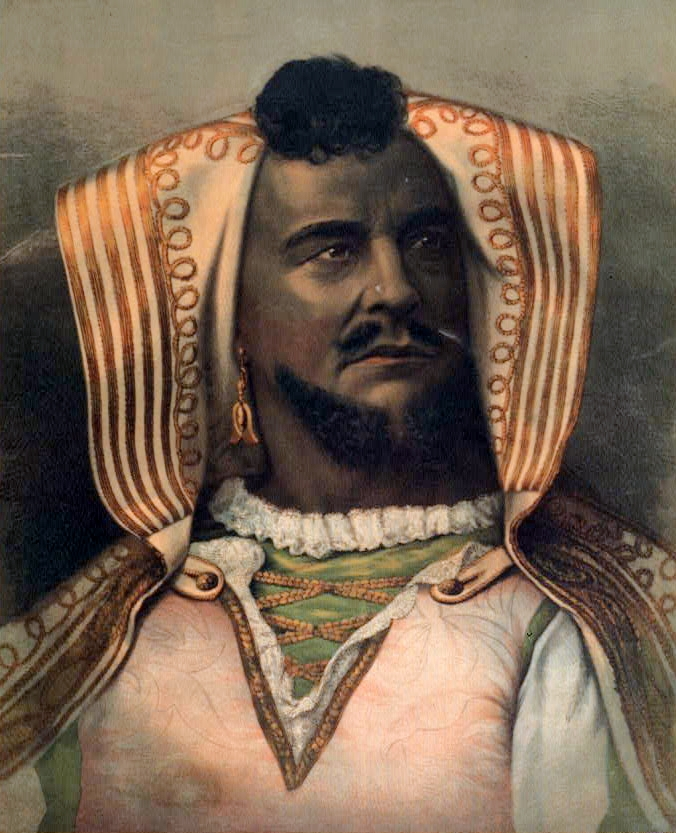
Американський актор Джон МакКуллох в ролі Отелло, (1878).
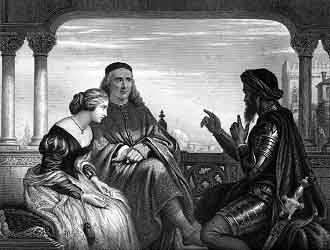
Отелло, Дездемона, Брабанціо. Картина Чарльза Вест Коупа, (1873).
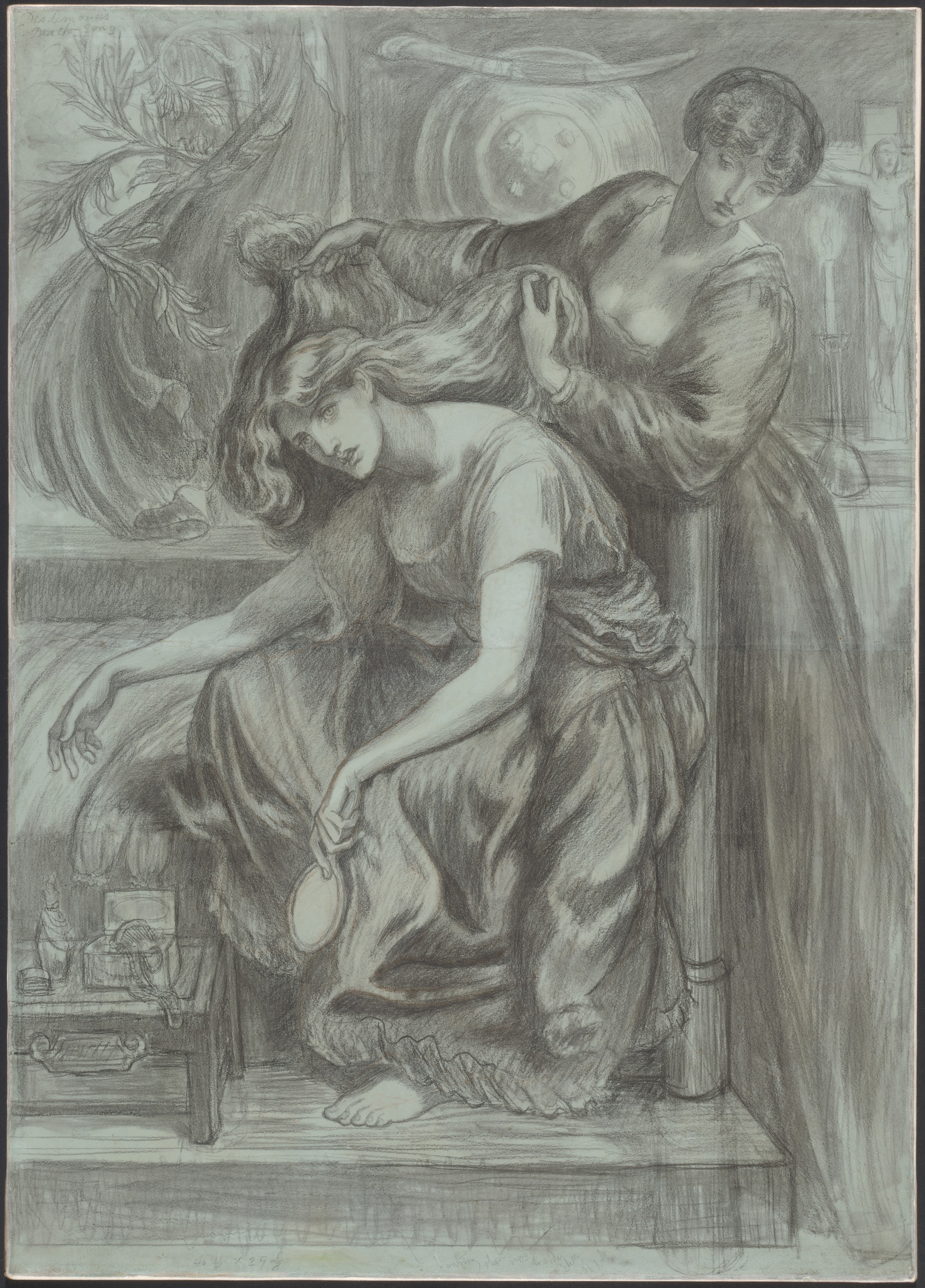
«Передсмертна пісня Дездемони», Данте Габрієль Росетті, (1878–1881).
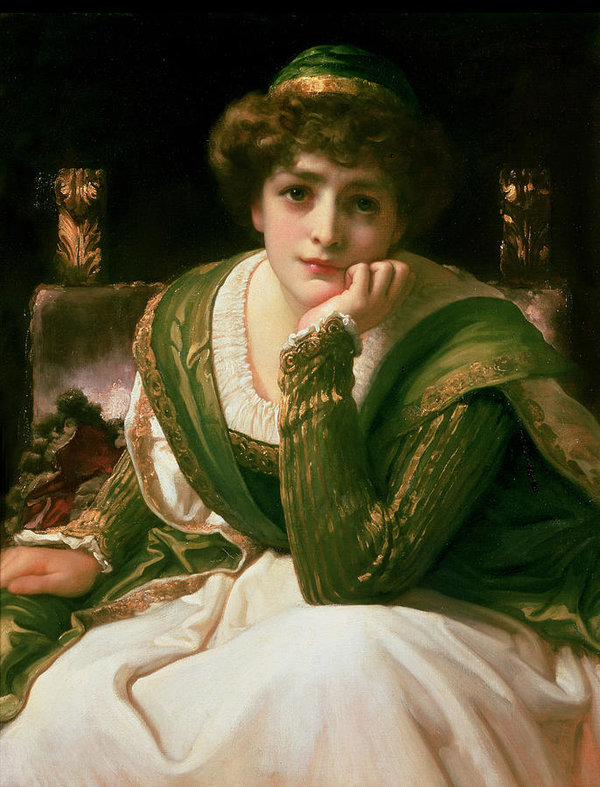
«Дездемона», Фредерік Лейтон, (1888).
Оформлення для «Отелло» Петра Оцхелі, постановка Коте Марджанішвілі, (1933)
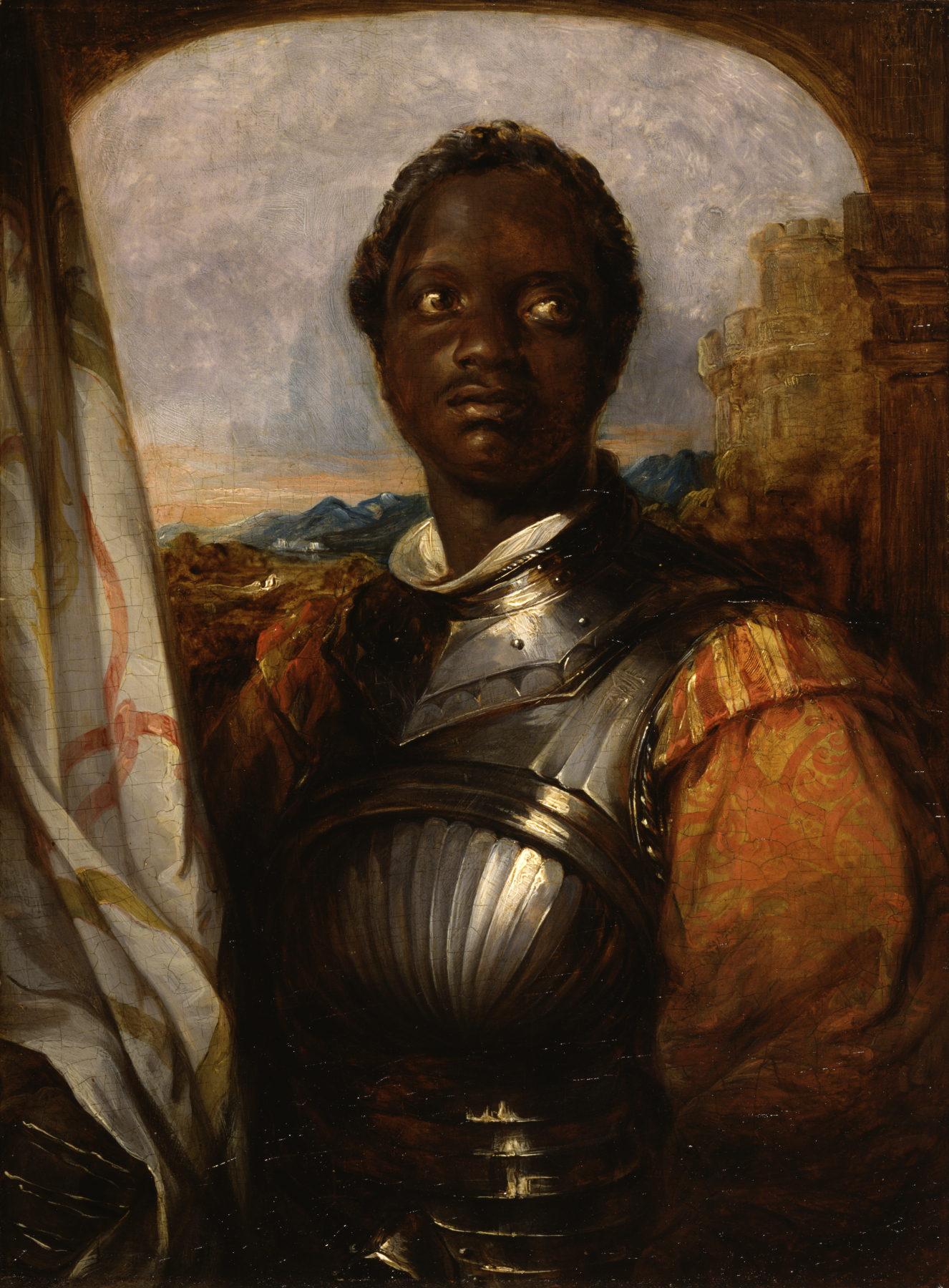
Айра Олдрідж у ролі Отелло. Картина Вільяма Мюльреді.